# Блејд ранер 2049.
Блејд ранер 2049. (енгл. Blade Runner 2049), или алтернативно Истребљивач 2049., амерички је научнофантастични неоноар филм из 2017. године, режисера Денија Вилнева, према сценарију који су написали Хемптон Фенчер и Мајкл Грин. Наставак је филма Истребљивач (1982), а главне улоге тумаче Рајан Гозлинг и Харисон Форд, док су у споредним улогама Ана де Армас, Силвија Хукс, Робин Рајт, Макензи Дејвис, Карла Јури, Лени Џејмс, Дејв Баутиста и Џаред Лето. Форд и Едвард Џејмс Олмос репризирају своје улоге из претходног филма, док Гозлинг глуми Кеја, истребљивача који открива тајну која прети да дестабилизује друштво и ток цивилизације.
Идеје за наставак Истребљивача први пут су предложене још 1990-их, али су проблеми са лиценцирањем успорили развој филма. Ендру Косов и Бродерик Џонсон накнадно су стекли филмска права од Бада Јоркина. Ридли Скот је одустао од улоге редитеља и радио као извршни продуцент, док је касније за режију постављен Вилнев. Блејд ранер 2049. је финансиран кроз партнерство између компанија Alcon Entertainment и Sony Pictures, као и кроз пореске олакшице које је одобрила мађарска влада. Студио Warner Bros., који је дистрибуирао први филм, објавио је наставак у Северној Америци у име Alcon-а, док је Sony био задужен за међународну дистрибуцију. Филм је највећим делом сниман у студију у Будимпешти током четири месеца, од јула до новембра 2016. године.
Филм је премијерно приказан 3. октобра 2017. у Лос Анђелесу, док је у америчким биоскопима објављен три дана касније. Добио је позитивне рецензије критичара, који су нарочито похвалили глуму, режију, фотографију и визуелне ефекте. Упркос томе, није успео да оствари успех на биоскопским благајнама, зарадивши 276 милиона долара широм света у односу на процењени буџет од 185 милиона долара. Био је номинован за пет Оскара, а победу је однео у категоријама за најбољу фотографију и најбоље визуелне ефекте. Телевизијска серија Блејд ранер 2099., смештена након догађаја из филма, тренутно је у фази развоја.

## Радња
Године 2049, биоинжењерски људи познати као репликанти још увек се користе као робови. Кеј (скраћеница за његов серијски број, КД6-3.7), Нексус-9 тип репликанта, ради за полицијску управу Лос Анђелеса као „истребљивач”, полицајац који лови и елиминише одметнуте репликанте. Он убија репликанта типа Некус-8, Сапера Мортона, и проналази кутију закопану испод дрвета на Мортоновој фарми протеина. У кутији се налазе остаци женског репликанта који је умро током царског реза, тиме показујући да се репликанти могу репродуковати биолошки, за шта се раније сматрало да је немогуће. Кејова претпостављена, поручница Џоши, страхује да би то могло довести до рата између људи и репликаната. Она наређује Кеју да пронађе и елиминише дете репликанта, како би сакрио истину.
Кеј посети седиште корпорације Волас, наследника угашене корпорације Тајрел у производњи репликаната. Воласово особље идентификује преминулу жену путем ДНК архива као Рејчел, експерименталну репликанткињу коју је дизајнирао др Елдон Тајрел. Кеј сазнаје за Рејчелину романтичну везу са бившим истребљивачем Риком Декардом. Генерални директор компаније Волас, Ниандер Волас, жели да открије тајну репродукције репликаната како би проширио међузвездану колонизацију. Он шаље своју репликанткињу-извршитељку Лув да украде Рејчелине остатке и прати Кеја до Рејчелиног детета.
На Мортоновој фарми, Кеј види бројеве 6 10 21 уклесане у стабло дрвета и препознаје их из сећања на дрвену играчку коња из детињства. Будући да су репликантска сећања вештачка, Кејова холограмска девојка Џои верује да је ово доказ да је Кеј рођен, а не створен. Он претражује полицијске записе и открива близанце рођене тог датума са идентичном ДНК, осим полног хромозома, али само је дечак наведен као преживео. Кеј прати траг детета до сиротишта у уништеном Сан Дијегу, али открива да записи из те године недостају. Кеј препознаје сиротиште из својих сећања и проналази играчку коња тамо где се сећа да га је сакрио.
Др Ана Стелин, дизајнерка репликантске меморије, потврђује да је сећање на сиротиште стварно, наводећи Кеја на закључак да је он Рејчелин син. У седишту полицијске управе, Кеј пада на основном посттрауматском тесту и бива означен као одметнути репликант; он лаже Џоши имплицирајући да је убио репликантско дете. Џоши даје Кеју 48 сати да се врати на почетна подешавања пре него што буде „пензионисан”. На Џоин захтев, Кеј је невољно пребацује на мобилни емитер, тако да не могу да га прате кроз њене њене меморијске датотеке. Анализирао је играчку коња, откривајући трагове зрачења који га воде до рушевина Лас Вегаса. Тамо проналази Декарда, који му каже да је отац Рејчелиног детета и да је преправио матичне књиге рођених како би заштитио идентитет детета; Декард је дете оставио на чување покрету за слободу репликаната.
Лув убија Џоши и прати Кеја до Лас Вегаса. Она киднапује Декарда, уништи Џои и оставља Кеја да умре. Покрет за слободу репликаната спасава Кеја. Када му њихова лидерка Фрејса каже да је помогла Рејчел при порођају и да је преживело дете заправо било девојчица, Кеј схвата да он није Рејчелино дете, и закључује да је Стелинова њена ћерка. Такође схвата да је сећање на играчку коња заправо њено, као једно које је уградила међу друге репликанте чија је сећања дизајнирала. Да би спречио Декарда да одведе Воласа до Стелинове или покрета за слободу, Фрејса тражи од Кеја да убије Декарда.
Лув води Декарда у седиште корпорације Волас да би се састао са Ниандером Воласом. Волас нуди Декарду Рејчелин клон у замену за откривање онога што зна. Декард одбија, а клон је убијен. Док Лув транспортује Декарда на мучење и испитивање, Кеј пресреће Лувин шатл и покушава да спаси Декарда. Бори се против Лув и успева да је удави, али је смртно рањен. Он инсценира Декардову смрт како би га заштитио од Воласа и покрета за слободу репликаната, након чега одводи Декарда у Стелинину канцеларију и предаје му њену играчку коња. Док Кеј непомично лежи на степеницама, гледајући у снежно небо, Декард улази у зграду и први пут среће своју ћерку.

## Улоге
| Глумац             | Улога          |
| ------------------ | -------------- |
| Рајан Гозлинг      | полицајац Кеј  |
| Харисон Форд       | Рик Декард     |
| Ана де Армас       | Џои            |
| Силвија Хукс       | Лув            |
| Робин Рајт         | Џоши           |
| Макензи Дејвис     | Маријет        |
| Карла Јури         | др Ана Стелин  |
| Лени Џејмс         | господин Котон |
| Дејв Баутиста      | Сапер Мортон   |
| Џаред Лето         | Ниандер Волас  |
| Едвард Џејмс Олмос | Гаф            |
| Хиам Абас          | Фрејса         |